# خواص مکانیکی زیست مواد
موادی که در حوزه پزشکی مورد استفاده قرار می گیرند، زیست ماده نامیده می شوند. این مقاله در رابطه با سل پنجم زیست مواد که برای جایگزینی ساختار استخوان مورد استفاده قرار می گیرند، توضیحاتی می دهد. هر ماده ای که در دسته زیست مواد قرار گیرد بایستی سه الزام را رعایت نموده باشد. الزام اول زیست سازگاری ماده می باشد. زیست سازگاری مواد به آن معنی است که ارگان بدن نباید زیست ماده را به عنوان عامل خارجی شناسایی نماید. الزام دوم مربوط به زیست تخریب پذیری می باشد. زیست تخریب پذیری به آن معنی می باشد که ماده باید به صورت غیر مضر تخریب و یا منحل شود تا ارگان های بدن بتوانند به عملکرد صحیح خود ادامه بدهند. الزام سوم آن است که زیست ماده از نظر خواص مکانیکی مناسب باشد. به عنوان مثال برای ساختار های متحمل بار، زیست ماده جایگزین باید پایداری مکانیکی عادل یا بیشتر از بافت طبیعی داشته باشد تا گرفت آن قابل اطمینان باشد.
لغت زیست ماده ، به ماده ای گفته می‌شود که کاربرد پزشکی و کلینیکی داشته باشد. این مواد به ذات زیست فعال و زیست سازگار هستند. در حال حاضر، فلزات بسیاری اعم از فولاد های زنگ نزن، تیتانیوم و آلیاژ های آن، نیکل، منیزیم و آلیاژ های کبالت-کروم  و ترکیبات سرامیکی متفاوتی چون زیرکونیا، بیوگلس، آلومینا و هیدروکسی آپاتیت  به همراه پلیمر ها مختلفی مثل آکریلیک ها، نایلون، سیلیکون، پلی یورتان، پلی کپرولاکتون و پلی انیدرید ها  برای کاربرد هایی که متحمل بار هستند مورد استفاده قرار می‌گیرند.
این مواد شامل جایگزین های دندانی و اتصالات یا جایگزین های استخوانی که کاربرد پزشکی و یا بالینی دارند می شوند. پس خواص مکانیکی آنها بسیار حائز اهمیت است. خواص مکانیکی برخی از زیست مواد و استخوان در جدول 1 خلاصه شده اند. از میان آنها، بیشترین و گسترده ترین مطالعات مواد زیست فعال و زیست سازگاری روی هیدروکسی آپاتیت انجام شده است.. اما، این ماده مدول الاستیسیته و تافنس شکست کمتری دارد و شکست آن ترد است. لذا نیاز است تا زیست ماده ی با خواص مکانیکی مناسب تری ساخته شود.

## مدول الاستیک
مدول الاستیک، به صورت ساده به نسبت تنش به کرنش مواد تحت بارگذاری گفته می شود. از نظر فیزیکی، این نسبت نشان دهنده سفتی یک ماده در محدوده الاستیک آن در زمانی که تحت بار کششی یا فشاری است می باشد. این مساله از نظر بالینی بسیار حائز اهمیت است زیرا نشان میدهد که تغییر شکل پذیری زیست ماده انتخاب شده مشابه بافتی می باشد که قرار است با آن جایگزین شود یا خیر. زیست موادی که تحت بارگذاری قرار می گیرند نیاز به مدول الاستیک با انجراف کم می باشند. هر چه مدول الاستیک مواد افزایش می یابد، مقاومت به شکست در آنان کاهش می یابد. مدول الاستیک زیست مواد باید شبیه به استخوان باشد. این مساله به این دلیل است که اگر مدول الاستیک بیشتری از استخوان داشته باشد، تمام بار توسط زیست ماده تحمل می شود و برعکس آن نیز صادق است و اگر مدول الاستیک زیست ماده کمتر از استخوان باشد، بیشتر تحمل بار توسط استخوان انجام می شود. مدول الاستیک مواد به صورت کلی با تست خمش اندازه گیری می شود زیرا انحراف به راحتی در این روش در مقایسه با روش های کشش و فشار قابل محاسبه است. اما، زیست مواد معمولاً متخلخل هستند و اندازه نمونه های ساخته شده کوچک هستند. لذا از تست های Nanoindentation استفاده می شود تا مدول الاستیک مواد مشخص گردند. این روش صحت بسیار بالایی دارد و در نمونه هایی که اندازه میکرونی دارند بسیار آسان است. روش دیگر برای محاسبه مدول الاستیک روش غیر تخریبی است. این روش از نظر بالینی بسایر مناسب است زیرا ساده بود و در عین حال قابلیت تکرار پذیری دارد زیرا زیست ماده تخریب نمی‌شود.

## سختی
سختی یکی از مهم ترین معیار های مقایسه مواد با یکدیگر است. این معیار از آن جهت بررسی می شود تا تعیین شود که زیست ماده برای استفاده بالینی مناسب باشد. سختی زیست ماده باید مشابه سختی استخوان باشد. اگر سختی آن بیشتر از استخوان باشد، به درون آن نفوذ می کند.همانطور که پیش از این بیان شد، نمونه های زیست مواد بسیار کوچک هستند لذا، از تست های سختی سنجی در مقیاس های نانو و میکرو که تست های نوپ و ویکرز هستند می بایستی استفاده شود.

## استحکام شکست
استحکام شکست، بیشترین مقدار تنشی است که ماده می تواند تحمل کند پیش از آنکه شکسته شود. استحکام زیست مواد (بیوسرامیک ها) بسیار حائز اهمیت است از این رو که آنها شکست ترد دارند. در مواد ترد مثل بیوسرامیک ها، ترک در صورتی که تحت بارگذاری کششی باشد به سرعت رشد می کند ولی این اتفاق در نیرو های فشاری نمی‌افتد. برخی روش ها جهت به دست آوردن استحکام کششی مواد موجود می باشند که عبارتند از آزمون خمشی، آزمون استحکام خمشی دو محوره و روش وایبول. در بیوسرامیک ها، وجود نقص ها اثر زیادی بر قابلیت اعتماد و استحمکام مواد در حال ایمپلنت کردن و تولید دارند. روش هایی هستند تا نقص ها در بیوسرامیک ها ایجاد شوند مثل زینتر حرارتی و حرارت دهی. اهمیت این مساله در بیوسرامیک ها بیشتر به جهت ایجاد قابلیت اعتماد است تا استحکام بالا.

## چقرمگی (تافنس) شکست
تافنس شکست از جهت تغییر رشد ترک در بیوسرامیک ها مورد استفاده است. تافنس شکست از جهت بررسی پتانسیل عملکرد و موفقیت بالینی زیست ماده حائز اهمیت است. مقایسات نشان داده اند که زیست مواد با تافنس شکست بالاتر عملکرد بالینی و قابلیت اطمینان بالاتری به نسبت مواد با تافنس شکست پایین دارند. تافنس شکست را می توان با روش ها مختلفی اندازه گیری کرد مثل شکست و استحکام indentation.

## خستگی
خستگی به شکست یک ماده در اثر اعمال بار های سیکلی (کششی و فشاری) به آن گفته می شود. این معیار بسیار در حوزه زیست مواد اهمیت دارد از این رو که به صورت طبیعی بافت های بدن تحت بار های سیکلی هستند. در شرایط ذکر شده، نقص ها و یا ترک ها می توانند در محل فصل مشترک زمینه و فیلر کامپوزیت ها ایجاد شوند. میکرو ترک های ایجاد شده می تواند منجر به تغییرات پلاستیک دائمی در زیست ماده شوند که در نهایت ختم به رشد زیاد ترک ها و شکست زیست ماده شوند. در حین اعمال بار های سیکلی، معیار های متعددی در ایجاد میکروترک ها موثر هستند که از آن ها می توان به لغزش اصطکاکی سطوح در تماس، سایش پیشرفته، وجود تنش های باقیمانده در مرز دانه ها و تنش های حاصل از برش اشاره کرد.
جدول 1: خلاصه ای از خواص مکانیکی استخوان کورتیکال و زیست مواد 
| مواد             | استحکام کششی ( MPa ) | استحکام فشاری ( MPa ) | مدول الاستیک ( GPa ) | چقرمگی شکست ( MPa. m -1/2 ) |
| ---------------- | -------------------- | --------------------- | -------------------- | --------------------------- |
| بیوگلس           | 42                   | 500                   | 35                   | 2                           |
| استخوان کورتیکال | 50-151               | 100-230               | 7-30                 | 2-12                        |
| تیتانیوم         | 345                  | 250-600               | 102.7                | 58-66                       |
| فولاد ضد زنگ     | 465-950              | 1000                  | 200                  | 55-95                       |
| آلیاژ تیتانیوم   | 596-1100             | 450-1850              | 55-114               | 40-92                       |
| آلومینا          | 270-500              | 3000-5000             | 380-410              | 5-6                         |
| هیدروکسی آپاتیت  | 40-300               | 500-1000              | 80-120               | 0.6-1                       |

## بیشتر خواندن
- Bhatia، SK (2010). زیست مواد برای کاربردهای بالینی. اشپرینگر
- هنچ ، LL (1993). مقدمه ای برای بیو سرامیک (جلد 1). World Scientific.